# Марі Лорансен
Марі Лорансен (фр. Marie Laurencin;31 жовтня 1883 — 8 червня 1956) — французька художниця і граверка, художниця театру.

## Життєпис

### Дитячі та юнацькі роки
В дитинстві Марі відвідувала заняття в ліцеї, потім брала уроки живопису на порцеляні в Севрі. Навчалася в Академії Ембер, де зустрілася з Жоржем Браком. Але, разом з тим, систематичної професійної освіти не отримала. За порадою Анрі-П'єра Роше вона у 1907 році брала участь в Салоні незалежних. Гертруда Стайн, розповідаючи про знайомство з Марі, малює її портрет: 
|  | Пікассо всі називали Пабло, а Фернанду — Фернанда, і Гійома Аполлінера всі називали Гійом, а Макса Жакоба — Макс, але Марі Лорансен всі називали Марі Лорансен... Вона була худа і незграбна, як середньовічна француженка з французького примітиву. Вона говорила високим голосом з красивими модуляціями.... |

### Знайомство з Гійомом Аполлінером
В тому ж році Пікассо, який не сподівався, що між молодими людьми з'являться пристрасні почуття, познайомив її з Гійомом Аполлінером. Гійом Аполлінер так описував Лорансен в листі до однієї із знайомих: 
|  | Це паризька дитина... Вона вся сповнена дитячого чарівності. Уявіть собі, що вона прийшла провідати мене на вулиці Гро, проскакавши на мотузочці вздовж усього саду. |

Стосунки закоханих були перемінними і повними протиріч. Лоранс, хоча і мала твердий характер, часто висловлювала незадоволення, не бажаючи терпіти не завжди адекватні вчинки коханого. Гійом декілька раз намагався порвати із дівчиною, проте знову повертався. По дорозі до дівчини, часто пересікав міст Мірабо. Саме з цим місцем і пов'язаний один із найкращих віршів«Міст Мірабо».
|  | Любов сплива як та вода бігуча... |

Здавалось, що роман має закінчитись законним шлюбом, однак постійні суперечки охолодили почуття Марі. Поет все сподівався, що кохання можна повернути. Кінцевий розрив відбувався у 1912 році: Гійом Аполлінер назавжди пішов від Марі Лорансен. Він присвячував їй вірші і став натхненником її картини «Аполлінер і його друзі» (1912), серед яких Пікассо і Гертруда Стайн.

картина «Аполлінер і його друзі»

### Творчі пошуки
Протягом декількох років Марі брала участь у виставках кубістів, запозичивши у них деякі стильові риси. Однак кубізм по суті був чужим для жіночного і ліричного мистецтва Лорансен. В червні 1914 року вона одружилась із німецьким художником і бароном Отто фон Ветьєна, з яким познайомилась роком раніше у Монпарнасі. Після того, як розпочалась Перша світова війна подружжя поїхало до Іспанії. В Париж Марі Лорансен повертається у 1920 році. Тут вона розлучилась із чоловіком і починає будувати кар'єру незалежної художниці. З головою поринає у бурхливе артистичне життя Парижу 20-х років. Марі налагоджує стосунки з багатьма письменниками і поетами, твори яких ілюструє. Серед них найяскравіші: Поль Моран, Андре Жід, Марсель Жуандо, Жан Кокто, Сомерсет Моем. Лорансен також мала романтичні стосунки з жінками. Художниця займалася гравюрою і різьбою по дереву, відчувши вплив африканської скульптури. Вона стає популярною художницею, яка найбільш яскраво втілила естетику арт-деко. Її роботи на виставці декоративних мистецтв у 1925 році викликали захоплення глядачів. Марі Лорансен також малювала картини для театру Комеді-Франсез (1928) і балету, в тому числі для Російського балету Сергія Дягілєва. Віддаючи перевагу світло-рожевим і блакитним тонам, Марі Лорансен створила численні портрети жінок і дітей. Жіночі образи художниці, названі «істотами країни фей» надзвичайно чарівні. Свій талант спробувала й у книжковій графіці, створивши близько 30 ілюстративних циклів. Писала вірші під псевдонімом Луїза Лаланн.
Померла Марі Лорансен у власному домі в Парижі 8 червня 1956 року.

## Особисте життя
Марі Лорансен була бісексуальною.

## Творчий доробок художниці
Найвідоміші картини Марі Лорансен:
- Вентилятор
- Поцілунок
- Троє молодих жінок
- Портрет мадмуазель Шанель. 1923
- Іспанські танцівниці
- Квіти, Подруги
- Дівчата з собаками
- Голова дівчини
- Дві дівчини
- Портрет баронеси Гурго
- Пейзаж з дівчатами
- Валентина. 1924
- Дівчинка з собакою
- Принцеси
- Молоді жінки 1910—1911
- Дівчина з гітарою
- Букет. 1922
- Голова молодої жінки 1926[20]

## Галерея
- Роботи Марі Лорансен

## Марі Лорансен онлайн
- http://rockkent.narod.ru [Архівовано 22 січня 2009 у Wayback Machine.]
- Namen der Kunst
- Artnet
- Artcyklopedia
- The Museum of Modern Art
- Isle of Lesbos
- William Weston Gallery
- Virtual Art Museum Genesis
- Marie Laurencin Works
- Shibayama Gallery
- Gravey Art